# Rhynchocinetes rathbunae
Rhynchocinetes rathbunae is een garnalensoort uit de familie van de Rhynchocinetidae. De wetenschappelijke naam van de soort is voor het eerst geldig gepubliceerd in 1996 door Okuno.